# Personaggi di It
Questa voce contiene alcuni dei personaggi presenti nel celebre romanzo It, di Stephen King.

## Personaggi principali

### Il Club dei Perdenti
Il Club dei Perdenti è un gruppo di sette ragazzini disadattati di dodici anni, accomunati da una vita infelice e triste e perseguitati da un gruppo di sadici bulli locali. Si trovano ad affrontare la minaccia di It nel tentativo di fermare gli omicidi di bambini che avvengono a Derry nell'indifferenza locale.
- William "Bill" Denbrough: Bill è il leader degli autoproclamati Club dei Perdenti. Vuole vendicarsi di It, a causa della morte del fratello minore Georgie, della quale si sente in parte responsabile. William infatti, quando è stato ucciso suo fratello, l'ha spinto ad andare fuori a giocare, nonostante ci fosse una giornata piovosa. Dopo l'accaduto, di fatto i suoi genitori l'hanno isolato psicologicamente. Lui spera segretamente che, con la morte del mostro, i loro rapporti tornino come prima. Pur essendo di fatto carismatico e dotato di una buona capacità di linguaggio, soffre di una terribile balbuzie che gli ha fatto guadagnare il soprannome di “Bill Tartaglia”, e che sua madre attribuisce a un incidente automobilistico avvenuto quando aveva tre anni. Tuttavia, visto che il problema è peggiorato dopo la morte di Georgie, si ipotizza che sia un problema psicosomatico invece che davvero fisico. È il più carismatico, determinato e coraggioso dei Perdenti ed è colui che, nel 1958 e 1985, affronta It con il Rito di Chud e lo sconfigge. Da adulto perde gran parte dei suoi capelli rossi e diventa un famoso scrittore di romanzi horror, sposando la celebre attrice Audra Phillips, fisicamente molto simile a Beverly. Accetta di tornare a Derry per combattere It riprendendo istantaneamente il suo ruolo di leader, intraprendendo anche un rapporto sessuale con Beverly. Viene tormentato da un vecchio scioglilingua della sua infanzia, che da piccolo si ostinava a cercare di ripetere senza balbettare come una sorta di speranza per riacquistare l'attenzione e amore dei genitori e, successivamente, It cerca di colpirlo negli affetti rapendo Audra. Riesce a superare le sue paure relative alla morte di Georgie e sconfiggere definitivamente It; dopodiché, lascia per sempre Derry dopo la guarigione di Audra dalla traumatica esperienza, perdendo i ricordi relativi al'accaduto e agli amici d'infanzia.
- Benjamin "Ben" Hanscom: Conosciuto anche come “Covone”, Ben è un ragazzo molto intelligente, dotato di una mente molto attiva. Prima di entrare nel Club dei Perdenti, spesso frequentava la biblioteca pubblica a leggere libri. E’ ostacolato, però, dalla sua obesità, che lo rende la vittima favorita di Henry Bowers. Le sue abilità con la meccanica diventano utili ai Perdenti, dal costruire proiettili d’argento contro It, a un rifugio sotterraneo come base. Soffre in silenzio di un'irrimediabile cotta per Beverly Marsh e per questo da bambino le scrive un haiku su una cartolina, che le spedirà in forma anonima. I due, nel 1985, lasceranno Derry insieme, dopo la sconfitta di It. Crescendo dimagrisce notevolmente diventando un architetto di fama internazionale.
- Beverly "Bev" Marsh: Unica ragazza del gruppo, è una rossa piuttosto attraente e pallida, difatti gli altri Perdenti spesso provano una lieve attrazione per lei. Vive nella parte più povera di Derry e viene spesso abusata dal padre Alvin mentre sua madre Elfida è a lavorare. Nel 1958 (1989 nel film) si prende una seria cotta per Bill. Ha una mira pressoché infallibile con la fionda, e avrà un ruolo chiave nel combattimento contro It nel romanzo. Da adulta diventerà una stilista di successo a Chicago, ma sopporta diversi rapporti abusivi che culmineranno col suo matrimonio con Tom Rogan, che la vede solo come un oggetto sessuale e spesso le mette le mani addosso[1]. Dopo la distruzione di It se ne andrà da Derry con Ben, che le rivelerà la cotta che ha sempre avuto per lei.
- Richard "Richie" Tozier: Conosciuto anche come “Boccaccia”, è il membro più irrequieto del gruppo, spesso protagonista di scherzi e battute. In particolare, è abile nelle imitazioni, da lui chiamate “Voci”, armi molto potenti contro It. Viene descritto come “troppo arguto per il suo bene”, difatti non riesce mai a tenere a freno la lingua, neppure di fronte al temibile Henry Bowers che spesso cerca di malmenarlo con la sua banda per alcuni suoi commenti. È il più motivato a mantenere coeso il gruppo, infatti vede il sette come un numero magico. Da grande diventa un famoso conduttore radiofonico di Los Angeles, usando le sue voci irrealistiche e un po’ fastidiose come principale attrazione da DJ. Ci vede poco bene, perciò fin da bambino porta occhiali molto spessi, sostituiti in età adulta con lenti a contatto. Nel secondo capitolo dell'adattamento cinematografico, si scopre che Richie è segretamente innamorato dell'amico di infanzia Eddie Kaspbrak. Nel libro non c'è una conferma della sua presunta omosessualità, ma King ha dichiarato in varie interviste di trovare l'idea geniale.
- Edward "Eddie" Kaspbrak: È un ragazzo ipocondriaco, fragile e asmatico, e porta sempre con sé il proprio inalatore. In seguito si scoprirà che la sua asma è unicamente psicosomatica: il farmacista gli dava solo acqua con un pizzico di canfora nell’inalatore. La radice di tutti i suoi problemi è sua madre, ossessivamente preoccupata per la salute del figlio. Quando si rompe il braccio cadendo, la donna cerca di impedire ai Perdenti di fargli visita all’ospedale, ma il ragazzino riesce per la prima volta a imporsi. Nel combattimento finale con Pennywise nelle fogne, viene ucciso da quest'ultimo, che gli strappa un braccio con un morso mentre Eddie gli sprizzava in gola il suo inalatore per l’asma, ricordando l’effetto che ebbe durante lo scontro del 1958 grazie al potere della sua mente infantile.
- Michael "Mike" Hanlon: È l’ultimo ad aderire al Club dei Perdenti, nonché unico ragazzo di colore di tutta Derry. Vive con i suoi genitori in una grande fattoria; inoltre frequenta una scuola diversa da quella dei suoi amici, a causa della sua fede battista. Viene perseguitato più di tutti da Henry Bowers; quest’ultimo e suo padre, Oscar "Butch" Bowers, infatti, sono vicini di casa degli Hanlon e Butch, provando un odio razziale per il padre di Mike, ha insegnato al figlio gli stessi ideali. Incontra per la prima volta i Perdenti quando questi lo difendono da Bowers mentre iniziano una battaglia a sassate. Suo padre tiene un album di fotografie riguardanti la storia di Derry, nella quale i ragazzi vedranno molte foto di Pennywise, il Clown Danzante. È l’unico dei Perdenti a rimanere a Derry, ed è colui che richiama gli altri quando le uccisioni riprendono nel 1985. Viene ferito gravemente da Henry, pertanto non riesce a partecipare alla battaglia finale contro It assieme agli amici restanti (Bill, Ben, Bev, Richie e Eddie), tuttavia li sostiene con il pensiero. In seguito si riprende, ma come gli altri inizia a scordarsi delle vicende. Viene nominato nel libro Insomnia, dove si scopre che ha continuato il suo lavoro di bibliotecario, uno dei personaggi principali del libro del 1993.
- Stanley "Stan" Uris: Stan è il membro più scettico del Club dei Perdenti; è ebreo, e viene perseguitato da Henry Bowers per questo motivo. La logica, l’ordine e la pulizia sono profondamente radicate nella sua psiche, difatti riesce ad accettare molto più difficilmente degli amici l’esistenza di It. Da adulto diventa commercialista di una grande società ad Atlanta e sposa l’insegnante Patty Blum. Tuttavia, dopo aver ricevuto la telefonata di Mike nel 1985, si suicida tagliandosi i polsi in bagno e scrivendo sul muro col sangue “IT”. Inoltre,  Stan era l’unico a sapere non solo che It fosse una femmina, ma anche incinta, pertanto ha preferito la morte piuttosto che tornare a Derry ad affrontare l’antico terrore. È anche implicito che Stan si ricordi meglio di tutti gli altri Perdenti le vicende passate; in seguito, Bill accuserà It anche della sua morte.

### La Banda di Bowers
La banda di Bowers è un gruppo di sette ragazzi di 14 anni, teppisti e violenti: rappresentano, dopo It, i peggiori nemici del Club dei Perdenti. Sono guidati dallo psicotico e sadico Henry Bowers, e dalle sue “spalle”, Victor Criss e Belch Huggins.
- Henry Bowers: È il sadico e folle leader della banda, che tormenta ininterrottamente i Perdenti e gli altri ragazzini prima e durante l’estate del 1958. La sua sanità mentale viene deteriorata lentamente per tutta l’estate, a causa dell’influenza di It e degli abusi del violento e altrettanto pazzo padre Butch Bowers; proprio quest’ultimo ha insegnato al figlio a essere razzista, oltre che sessista, omofobo e antisemita. Henry, perciò, condivide con il genitore l’intenso odio per gli Hanlon, la famiglia nera loro vicina di casa e di cui fa parte Mike. Infligge molti atti di crudeltà e umiliazione ai Perdenti, come cercare di incidere il proprio nome sulla pancia di Ben[2], prendere in giro la balbuzie di Bill, stuzzicare sessualmente Beverly e minacciarla di violenze sessuali, avvelenare il cane di Mike e far impastare il ragazzino stesso con del fango, rompere il braccio di Eddie, spaccare più volte gli occhiali a Richie e strofinare la faccia di Stan con della neve fino a farla sanguinare. La sua insanità mentale diventa evidente soprattutto agli attacchi a Eddie e Bev, quando arriva a minacciare e mettere le mani addosso a degli adulti intervenuti in aiuto dei ragazzini. Dopo la battaglia a sassate con i Perdenti avvenuta a luglio, Henry diventa ancora più sadico e fuori controllo, finché, ad agosto, cade sotto l'influenza totale di It che gli procura un coltello a serramanico con il quale uccide il padre e tenta di eliminare anche i Perdenti. Assieme a Belch e Victor, li insegue fino alle fogne cittadine, dove ha un incontro con It sotto forma del Mostro di Frankenstein che uccide i due amici, mentre Henry gli sfugge e continua a cercare i Perdenti. Una volta uscito dalle fogne, per lo shock della morte dei suoi amici, perde totalmente la ragione. Viene condannato per l’omicidio del padre e anche incastrato da It per tutti gli omicidi di quest’ultimo. Viene richiuso in un ospedale psichiatrico fino al 29 maggio 1985, quando evade grazie all’aiuto di It e torna a Derry per tentare nuovamente di uccidere i Perdenti; riesce a ferire gravemente Mike ma, durante il combattimento con Eddie, al quale spezza nuovamente il braccio, viene freddato con un coccio di vetro.
- Victor “Vic” Criss: E’ un bullo e, assieme a Belch, è il più fedele tirapiedi di Henry. Si tratta probabilmente del membro più intelligente della cricca di Bowers, difatti è l’unico a rendersi davvero conto della follia che dilaga sempre più in Henry e diventa riluttante a seguirlo. Viene descritto come persona dotata di "una buona morale”, poiché, nonostante aiuti spesso Henry a tormentare i Perdenti, è più propenso a intimidirli e spaventarli che causare loro veri danni fisici. È anche un bravo lanciatore infatti, durante la battaglia a sassate, causa il maggior numero di danni. Insieme ad Henry e a Belch si reca nelle fogne per uccidere i perdenti ma, separatosi dai due, incontra It nel Mostro di Frankenstein che lo uccide decapitandolo.
- Reginald “Belch” Huggins:  E’, assieme a Victor, il tirapiedi più fidato di Henry; si è guadagnato il suo soprannome per l’abilità di ruttare (“belch”) a comando. È molto alto per la sua età, ed è considerato stupido dalla maggior parte delle persone, per l’utilizzo esclusivo della sua forza bruta e fedeltà ad Henry. Accompagna quest’ultimo e Victor nelle fogne per uccidere i Perdenti; durante l’attacco di It, in seguito all'uccisione di Victor, Belch si occupa di difendere Henry, il quale lo abbandona: pertanto, It lo uccide strappandogli metà volto e trascina il suo corpo nelle fogne. La sua versione mutilata accompagnerà Henry dal manicomio all’hotel in cui stanno i Perdenti, e dimostrerà risentimento verso il suo vecchio amico, non parlandogli neppure quando questo si scusa per gli avvenimenti passati. I suoi resti vengono ritrovati assieme a quelli di Victor dai Perdenti adulti, mentre si dirigono verso l’ultimo scontro con It.
- Patrick Hockstetter: Patrick è un bullo psicopatico e solipsistico, membro della banda di Henry. Ha un carattere generalmente freddo e distante (sta con gli amici solo periodicamente) e mantiene atteggiamenti anche inquietanti, come uccidere delle mosche con un righello e tenerne i corpi in un astuccio per matite da mostrare agli altri studenti. Inoltre ha come “passatempo” quello di uccidere animaletti[3] rinchiudendoli in un frigo abbandonato nella discarica; all’età di cinque anni ha ucciso il fratellino neonato Avery perché infastidito dai cambi di programmi della sua vita, presi dopo la sua nascita. In un pomeriggio di luglio del 1958 masturba Henry e la cosa piace a entrambi, (e questo fa luce sulla possibile omosessualità repressa del giovane, anche se dopo le due pagine in cui questa scena prende atto, la questione non verrà più affrontata dall'autore) ma quando si offre di praticargli sesso orale, egli perde interesse e si oppone , lo colpisce in faccia e minaccia di raccontare a tutti del suo frigorifero. Il ragazzo, così, cerca di eliminare le prove dall’elettrodomestico, ma dentro ci troverà It sotto forma di sanguisughe alate, sua unica paura, che lo aggrediscono fino a fargli perdere coscienza. Si sveglia brevemente poco prima che It inizi a divorarlo. La sua morte viene assistita da Beverly[4] e il suo cadavere verrà trovato dai Perdenti mentre si dirigono ad affrontare It nel primo scontro.
- Peter Gordon: Amico benestante di Henry che vive sulla West Broadway. Inizialmente si unisce all’inseguimento di Mike credendolo un gioco, ma resta spaventato dal comportamento sempre più folle e violento di Henry.[5] È fidanzato con una ragazza poco attraente avente un grosso problema di acne, Marcia Fadden. Dopo la fine della scuola, Peter invita Ben, costringendolo con una minaccia, a giocare a baseball e, mentre passeggia con Marcia, insulta Richie e Beverly, diretti al cinema. Non viene più visto dopo la battaglia a sassate con i Perdenti: Eddie ipotizza che sia stato allontanato dalla banda da Henry, in quanto il primo a fuggire ma probabilmente è morto ucciso da It.
- Steve “Moose” Sadler: Amico un po’ tardo mentalmente di Henry, il cui padre lavora nella fattoria degli Hanlon. Si unisce a Henry per tormentare Mike e lo aiuta a rompere il braccio di Eddie. Tuttavia, è più uno scagnozzo che un vero e proprio amico di Henry.
- Gard Jagermeyer: Un amico molto lento e silenzioso di Henry. Una volta ha rotto gli occhiali di Richie, spingendolo a terra; a parte questo, è il membro della banda meno volte nominato nel romanzo.

## Altri personaggi
- George "Georgie" Denbrough: Fratello minore di Bill e primo personaggio a essere introdotto nel libro: viene brutalmente ucciso da It che gli strappa il braccio sinistro dopo averlo avvicinato mentre tentava di recuperare una barchetta di carta da un tombino. George per un breve istante vede It, nella forma della sua paura; che è di un mostro nero con occhi gialli che sta nella cantina per poi attirarlo con l'aspetto del clown Pennywise. Subito dopo quando It lo afferra, l'aspetto cambia di nuovo e George vede It nella sua reale forma e la sua mente ne resta devastata. La sua morte spinge Bill a formare il gruppo dei Perdenti per combattere il mostro e vendicare il fratellino e tutti gli altri innocenti da lui uccisi.
- Edward "Eddie" Corcoran - Eddie Corcoran è un compagno di classe dei Perdenti e della banda di Henry. Come Beverly Marsh, Eddie e suo fratello minore Dorsey, sono vittime di pesanti abusi da parte del loro patrigno, Richard P. Macklin, che tende spesso a picchiare brutalmente e senza preavviso i figliastri, lasciando su di loro ferite anche molto gravi[6]. Nel maggio del 1957, Richard Macklin in preda ad un raptus, uccide accidentalmente Dorsey dopo averlo picchiato selvaggiamente con un martello, cercando poi di far sembrare l'assassinio, un incidente. Due giorni prima delle vacanze estive, nel mese di giugno del 1958 Eddie scappa di casa durante la notte, fermandosi poi nel parco per riposarsi. Verrà ucciso da It, che lo avvicina, prima assumendo le sembianze del fratellino morto, e poi quelle del Mostro della Laguna Nera.
- Audra Phillips - Rampante attrice televisiva e moglie di Bill, lo raggiunge a Derry a sua insaputa, dove viene però rapita da Tom, l'ex-marito di Beverly, e portata alla tana di It. Alla vista del vero aspetto di It, a differenza di Tom non muore, ma finisce in uno stato catatonico, poiché il pensiero della scoperta della femminilità di It riesce ad attutire l'impatto dello shock al cervello. Salvata dal marito, verrà da esso riportata alla realtà mediante una folle corsa sulla bicicletta di quest'ultimo, la leggendaria Silver.
- Tom Rogan - Folle ed abusivo marito di Beverly, estremamente maschilista, tiene per anni la moglie in uno stato di prigionia fisica e psicologica[7], prigionia che si concluderà solo dopo la telefonata di Mike Hanlon. Cercando di impedire alla moglie di partire, inscena un violento litigio con lei, venendo ridotto molto male, poiché Beverly si accanisce su di lui, per tutte le sofferenze che gli ha provocato. Dopodiché la rincorre fino a Derry per ucciderla, ma cade sotto il controllo di It, il quale lo plagia costringendolo a rapire Audra, e a portarla nella sua dimora sotto il centro cittadino di Derry. Basta la sola vista insostenibile della vera forma del mostro a ucciderlo all'istante di infarto.
- Adrian Mellon - Un giovane omosessuale, vive a Derry. Nonostante la mentalità virulentemente omofoba di molti degli abitanti di Derry, Adrian ama molto la sua città, e accetta di lasciarla solo per fare un piacere al suo ragazzo, Don Hagarty. Prima di partire, però, i due, nel luglio 1984, frequentano una fiera cittadina: mentre si trovano sulla strada di casa, vengono attaccati da tre giovani teppisti omofobi, con i quali i due ragazzi avevano avuto degli screzi precedenti. I tre quindi li aggrediscono con violenza, accanendosi soprattutto su Adrian, lanciandolo infine giù da un ponte che dà su un canale. Adrian viene finito da It che, sotto forma di clown, divora parzialmente il suo corpo. Nonostante Don e uno dei bulli, Chris Unwin, abbiano visto il mostro, al processo che condannerà Unwin e i suoi amici non si farà alcuna menzione a Pennywise.
- Mr. Keene - Personaggio piuttosto ambiguo, Norbert Keene era il proprietario e gestore del Drug Store Center di Derry per 50 anni, dal 1925 al 1975. È colui che vende la finta medicina per l'asma di Eddie, in accordo con la madre del ragazzo, salvo poi tentare di fargli capire che la medicina non è altro che un placebo. Molti anni dopo, Mike lo intervista, e il signor Keene gli racconta la storia della Banda Bradley, un gruppo di fuorilegge che si nascondevano nel Maine dopo diverse rapine in banca nel Midwest i quali, un anno prima dell'incendio al Punto Nero, furono tutti uccisi dai cittadini di Derry. Il signor Keene spiega che, invece di coprire l'evento, l'intera città[8] fece finta che non fosse mai successo nulla. Infine, il signor Keene afferma anche di aver visto un clown partecipare al linciaggio, indossante abiti da contadino, piuttosto che un vestito tradizionale da clown. Egli sottolinea inoltre che nonostante ci fosse il sole, il clown non proiettava ombra.
- Will Hanlon - Il padre di Mike Hanlon. Morto a causa di un cancro all'intestino nel 1962. In punto di morte racconta a Mike sulle sue esperienze nell'Esercito degli Stati Uniti avvenute nel 1929 e della creazione del Punto Nero assieme a dei suoi amici di colore della Compagnia E, riservato inizialmente ai cittadini di Derry di colore, ma successivamente aperto anche ai membri di altre razze. Racconta di come, nell'autunno del 1930, il club venne incendiato da un gruppo della Legion of White Decency, causando numerosi morti. Egli inoltre dice a Mike di avere visto un mostruoso uccello gigante[9] afferrare un membro della Legion e volare via portando via l'uomo tra i suoi artigli, con grossi grappoli di palloncini, attaccati alle punte delle sue ali.[10]
- Alvin Marsh - Il folle padre di Beverly. Nonostante non sia alcolizzato né dipendente da altre sostanze tossiche, abusa ripetutamente di Bev e di sua madre, la quale poi morirà, rivelando tendenze misogine. Cerca di aggredire (e forse stuprare) Beverly sotto l'influenza di It, dando il via agli eventi che portano alla prima battaglia contro il mostro. In seguito, It spaventa e tormenta psicologicamente Beverly usando la forma di suo padre.
- Kay McCall - Migliore amica di Beverly, nonché convinta femminista, odia visceralmente Tom e offre rifugio a Beverly dopo che questa si decide a lasciarlo per partire per Derry. Aggredita brutalmente dall'uomo, che minaccia di ucciderla, finirà per confessargli dove si è diretta l'ex-moglie, ma cercherà anche di avvisare l'amica del pericolo imminente.
- Dick Halloran - Personaggio cardine del libro Shining, dello stesso King. Halloran compare anche in questo romanzo. Rimasto coinvolto nell'incendio del Punto Nero, salverà la vita a Will Hanlon, e a molti altri avventori del locale servendosi della sua aura.
- Richard P. Macklin - Crudele e squilibrato patrigno di Eddie e Dorsey Corcoran, uccide accidentalmente il figliastro più piccolo, dopo averlo percosso con un martello, facendo poi passare l'omicidio come un incidente. Smascherato dopo la scomparsa di Eddie, ucciso da It, viene condannato a scontare alcuni anni di prigionia nel penitenziario di Shawshank. Rimesso in libertà per buona condotta, si toglie la vita nel 1967 dopo aver lasciato il seguente messaggio: "Ieri sera ho visto Eddie: era morto"[11]
- Koontz - Violento custode del Juniper Hill, ha l'abitudine, come alcuni altri suoi colleghi, di picchiare i reclusi del manicomio con un cilindro di monete da un quarto. Viene ucciso da It, entrato nel manicomio per far evadere Henry Bowers, sotto forma di un mostruoso clown con la testa di dobermann: Koontz soffre infatti di cinofobia.
- Claude Heroux - Un boscaiolo acadiano attivo in un movimento noto come Unione nei primi del 1900, con sede nei pressi di Derry. Dopo che diversi organizzatori dell'Unione vennero uccisi o rischiarono la morte, si ritirò nei boschi, dove venne posseduto da It, che lo condusse ad uccidere diversi oppositori al movimento. Probabilmente fu coinvolto anche nell'omicidio dei suoi compagni, avvenuti in pieno giorno al Silver Dollar Bar. Venne poi linciato dalla popolazione nonostante sembrasse non ricordare nulla degli omicidi.
- Oscar "Butch" Bowers - è un ex veterano della seconda guerra mondiale e il padre di Henry Bowers. Egli è un uomo psicopatico e razzista, seppur nel romanzo non viene detto chiaramente si capisce che Butch abbia malmenato Henry senza motivo in svariate occasioni insieme a sua madre che lo lascia nel 1956 a causa degli abusi perpetrati da Butch. Insieme alla violenza fisica e al profondo razzismo che ha insegnato a suo figlio, è la causa del carattere psicopatico di Henry. Ha manipolato Henry fin da piccolo spiegandogli le sue idee razziste verso i cittadini di colore. Prova un odio particolarmente forte per la famiglia vicina degli Hanlon, che oltre ad essere neri hanno un’azienda agricola come la sua. Sostenendo che gli Hanlon sono la causa delle sue disgrazie, disegna una svastica e uccide i polli dei suoi rivali, ma in seguito sarà costretto a ripagare i danni. Anche gli amici di Henry sono spaventati da Butch a causa del suo comportamento psicopatico (in un'occasione bastona con un ceppo Victor Criss per aver fatto cadere una cesta di pomodori, mentre stava aiutando Henry) e da alcune abitudini pericolose (tenere sempre una katana presa in Giappone mentre beve alcolici). Egli gestiva un’azienda agricola con la quale non riusciva a guadagnare molto. Viene ucciso nell’agosto del 1958 da suo figlio Henry.
- Sergente Wilson - Sadico e duro sottufficiale della caserma di Derry all'epoca della Grande Depressione, non esita a umiliare e vessare Will Hanlon, a quei tempi un giovane soldato dell'esercito. Fu anche uno dei testimoni dell'incendio del Punto Nero del 1930, il quale, giunto sul posto con un camion militare, fu poi malmenato da Will e dal suo amico Trevor Dawson dopo aver offeso quest'ultimo con toni razzistici.
- Ricky Lee - Barista proprietario di un locale abitualmente frequentato da Ben Hanscom. Rimane sconvolto nel trovarsi davanti un Ben che, devastato dalla telefonata di Michael Hanlon, beve bicchieri su bicchieri di whisky rischiando la propria salute. Ben gli racconta i particolari della sua infanzia, omettendo il suo incontro con It, e mostrandogli la cicatrice sul ventre a forma di H che Henry Bowers gli incise con il suo coltello.

## Entità
- It / Pennywise - La pura malvagità in assoluto; si autodefinisce "L'Eterna" e "La Mangiatrice di mondi": giunse infatti dalle stelle, in un tempo in cui gli umani non esistevano ancora: i Perdenti la vedono arrivare, nelle loro visioni durante il rituale del fumo, sotto forma di una gigantesca sfera luminosa di fuoco e di energia[12] Nel vederla, si intuisce subito che non avrebbe portato niente di buono. Viene spiegato che, assieme alla Tartaruga e all'Altro, esisteva già da molto prima che l'Universo venisse creato, e ciò fa di lei il male più antico di tutto l'universo ideato da King.[13] Ama assumere l'aspetto delle principali paure delle sue vittime per condirne la carne prima di ucciderle e divorarle. La sua ultima forma, anche se non quella reale, ma la più vicina al vero aspetto di It, è un grosso ragno di 5 metri completamente nero e dagli occhi vermigli, dotato di un pungiglione tanto grosso da trafiggere un uomo adulto. Questo sarebbe l'ultimo aspetto che It è costretto ad assumere per vincere o perdere.[14] I perdenti, dopo quest' ultimo travestimento, comprendono che It è una femmina gravida di una prole mostruosa ed è prossima al parto. Questo porta i perdenti a giurare di ritornare, se It non fosse morto. La sola cosa che It ha in comune con la Tartaruga è la legge cosmologica del macroverso, per il quale ogni creatura vivente deve sottostare alle leggi della forma che abita. Tralasciando questa legge, quando It giunse nell'universo, non considerò che la sua capacità nel cambiare aspetto poteva risultare una lama a doppio taglio, dato che ne avrebbe preso anche i punti deboli.
- La Tartaruga - Rappresenta il Bene e aiuterà Bill a uccidere It. Viene descritta da Bill come una tartaruga di dimensioni titaniche, che riflette i colori di centinaia di galassie, soli e costellazioni. Quando Bill la vede intuisce che è perfino più antica di It, che si autoproclamava eterna. Sembra avere infatti un potere superiore a It. Nonostante venga presentata alla fine, più di una volta nel libro si accenna o viene mostrata la forma o il disegno di una tartaruga, segno che essa ha vegliato e protetto i perdenti fin dall'inizio. Anche Georgie vide il simbolo della tartaruga. Ciò avvenne mentre era andato in cantina per prendere la cera per la barchetta, trovando il suo disegno sulla scatola di un vecchio gioco da tavola. Eddie, dopo essersi rotto un braccio, vide sotto la pioggia sull'asfalto  la forma di una tartaruga, vicino ai suoi piedi. It la disprezza, considerandola pigra e stupida, e spiega che la tartaruga ha "creato l'universo vomitandolo". I poteri che possiede sono così immensi che le basta parlare per annientare la voce di It. L'entità malefica sostiene che è morta tra la prima e la seconda parte della storia, soffocata da due galassie che ha vomitato mentre era all'interno del proprio guscio, e che Bill l'ha inconsciamente percepito quando non riusciva a scrivere. La Tartaruga appare anche nella saga de La torre nera[15] La Tartaruga sembra essere infatti ancora viva in altre dimensioni.
- L'altro - Una figura misteriosa, citata poche volte nel romanzo, creatrice o creatore di It e della Tartaruga. It non è a conoscenza della sua esistenza, ma inizia a presumerlo quando la Banda dei Perdenti si forma per affrontarla. Parlerà nella mente di Bill alla fine, complimentandosi per aver fermato It definitivamente. Bill comprende subito che, a suo confronto, It non è altro che un granello di sabbia. Con ogni probabilità è Gan, l'essere onnipotente, corrispondente al Dio cristiano e giudaico, che appare anche ne La Torre Nera.